# Éric Rohmer

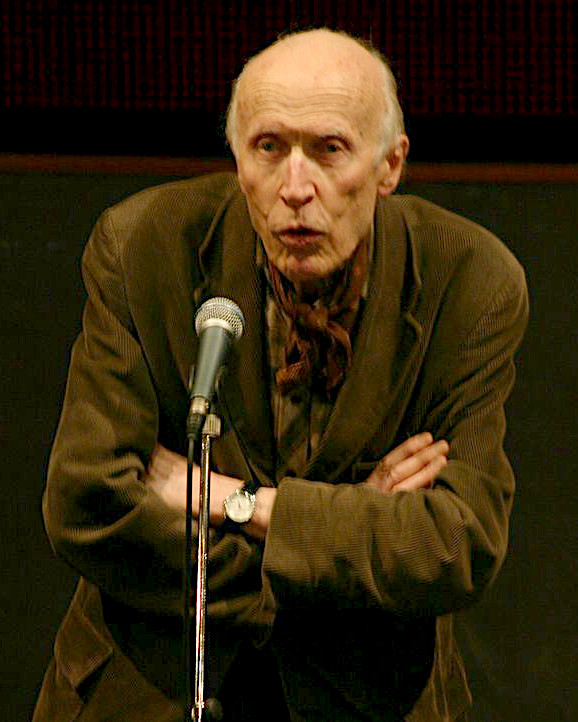
Éric Rohmer, 2004

Éric Rohmer, Pseudonyme Gilbert Cordier und Dirk Peters, eigentlich Jean-Marie Maurice Schérer (* 21. März 1920 in Tulle, Département Corrèze; † 11. Januar 2010 in Paris) war ein französischer Film- und Theaterregisseur, Essayist, Autor, Filmkritiker und -theoretiker. Er zählte zu den Vertretern der Nouvelle Vague.

## Leben

### Frühes Leben und dieCahiers du cinéma
Rohmer besuchte 1937 das Traditionsgymnasium Lycée Henri IV in Paris. Nach einem kurzen Militärdienst 1940 studierte er an der École normale supérieure (ENS) klassische Literatur. Im Anschluss arbeitete Rohmer von 1944 bis 1952 als Lehrer in Paris, anschließend bis 1955 in Vierzon. 1946 publizierte er unter dem Pseudonym Gilbert Cordier seinen einzigen Roman Elisabeth, der 2003 auf Deutsch erschien. Im Juni 1948 erschien sein erster Artikel in der berühmten, aber kurzlebigen La Revue du Cinéma.
Im Juni 1951 veröffentlichte er seinen ersten Artikel in der neu gegründeten Zeitschrift Cahiers du cinéma. 1955 publizierte er dort in fünf Folgen den filmtheoretischen Essay Le Celluloid et le Marbre („Zelluloid und Marmor“), erstmals unter dem Pseudonym Eric Rohmer. Er entfernte sich jedoch später von den damals geäußerten theoretischen Positionen, einen Nachdruck des Essays verweigerte er.
Seit 1957 vertrat er kommissarisch den schwerkranken André Bazin als Chefredakteur der Cahiers, ab 1959 war er dies ganz offiziell. 1955 publizierte er zusammen mit Claude Chabrol das erste Buch überhaupt über Alfred Hitchcock, das erst 2013 von Robert Fischer ins Deutsche übersetzt und herausgegeben wurde.

### Rohmer als Regisseur
Die 1950er-Jahre hindurch arbeitete Rohmer an mehreren Kurzfilmen zusammen mit seinen Kritikerkollegen. 1959 drehte Rohmer seinen ersten Spielfilm Im Zeichen des Löwen (Le Signe du Lion), der erst 1962 einen Verleih fand. Zu diesem Zeitpunkt war die Nouvelle Vague nicht mehr so en vogue wie noch einige Jahre zuvor, und der Film fiel in den Kinos durch. Rohmer ließ sich durch ein Erlebnis von Paul Gégauff, einem bedeutenden Drehbuchautor der Nouvelle Vague und häufigem Co-Autor von Claude Chabrol, zu diesem Film inspirieren. Die Persönlichkeit von Gégauff stand Pate für zahlreiche Figuren in den Filmen von Rohmer und anderen Nouvelle-Vague-Regisseuren.
1962 gründete Rohmer zusammen mit Barbet Schroeder die Produktionsfirma Les Films du Losange. „Losange“ heißt Raute, das Firmenzeichen der Gesellschaft.
1963 wurde Rohmer von Jacques Rivette aus der Chefredaktion der Cahiers verdrängt.
Damit konnte sich Rohmer ganz der Filmarbeit widmen. Bereits 1962 hatte er mit dem Kurzfilm Die Bäckerin von Monceau seinen ersten Filmzyklus Contes Moraux (Moralische Erzählungen) eröffnet, innerhalb dessen er bis 1972 weitere fünf Filme realisierte: Die Karriere von Suzanne (La Carrière de Suzanne, Kurzfilm, 1963), Die Sammlerin (La Collectioneuse, 1967), Meine Nacht bei Maud (Ma nuit chez Maud, 1969), Claires Knie (Le genou de Claire, 1970) und Die Liebe am Nachmittag (L’Amour L’Après-midi, 1972). Meine Nacht bei Maud, der sich ohne die Unterstützung der französischen Filmförderung Avance sur recettes (= Vorschuss auf das Einspielergebnis) um drei Jahre verzögerte, wurde ein großer Publikumserfolg und Rohmers erfolgreichster Film. Wie in beinahe seinem gesamten Werk war auch in diesem Film das zentrale Thema die Liebe.
In dieser Zeit entstanden auch über zwanzig Filme für das französische Schulfernsehen vor allem zu literarischen und historischen Themen, außerdem ein langer Fernsehfilm, Le celluloid et le marbre (1966), eine Dokumentation über den dänischen Filmregisseur Carl Theodor Dreyer (1965) und der Kurzfilm Place de l’Étoile als Beitrag zu dem Episodenfilm Paris vu par …(1965), dessen andere Teile von Jean-Daniel Pollet, Jean Rouch, Jean Douchet, Jean-Luc Godard und Claude Chabrol stammen.
1972 legte Rohmer mit seiner Dissertation L’organisation de l’espace dans le Faust de Murnau sein Doktorexamen an der Université Paris 1 Panthéon-Sorbonne ab (deutsch als Murnaus Faustfilm bei Hanser, München, 1980). Ab 1972 hatte Rohmer einen Lehrauftrag für Filmregie an der Universität Paris-Nanterre.
1976 entstand Die Marquise von O. (La Marquise d’O …) nach der gleichnamigen Novelle von Heinrich von Kleist. Der Film wurde mit deutschen Schauspielern in deutscher Sprache im Schloss Obernzenn in Mittelfranken gedreht.
1978 realisierte Rohmer Perceval le Gallois nach einem mittelalterlichen Stoff, dem Perceval-Roman des französischen Schriftstellers Chrétien de Troyes. Er verwendete ein extrem stilisiertes theatralisches Dekor und ließ die Schauspieler in mittelalterlicher Sprache sprechen. In diesem Film traten zum ersten Mal zahlreiche Schauspieler auf, die später noch häufig in Rohmers Filmen zu sehen waren, wie Arielle Dombasle, Anne-Laure Meury, André Dussollier und Marie Rivière.
1979 inszenierte Rohmer im Maison de la Culture in Nanterre Das Käthchen von Heilbronn von Heinrich von Kleist. Das Projekt fiel bei Publikum und Kritik durch. Besonders die von Rohmer angefertigte Versübersetzung und die Besetzung wurden kritisiert.
1981 begann Rohmer mit Die Frau des Fliegers (La femme de l’aviateur) einen neuen sechsteiligen Filmzyklus unter der Überschrift Comédies et proverbes (Komödien und Sprichwörter). Der Film wurde mit einem sehr niedrigen Budget von 125.000 Euro realisiert. Jedem Film dieser Serie ist ein bekanntes, manchmal auch abgewandeltes Sprichwort als spielerisches Motto vorangestellt.
Weitere Filme dieses Zyklus sind: Die schöne Hochzeit (1982) mit Béatrice Romand, Pauline am Strand (Pauline à la plage, 1982), Vollmondnächte (Les nuits de la pleine lune, 1984), der sehr stark improvisierte Das grüne Leuchten (Le rayon vert, 1986), für den er auf dem Filmfestival von Venedig einen Goldenen Löwen erhielt, und Der Freund meiner Freundin (1987). Außerhalb des Zyklus entstand 1987 Vier Abenteuer von Reinette und Mirabelle (Quatre aventures de Reinette et Mirabelle), ein vierteiliger Episodenfilm. Für die Produktion dieses Films gründete Rohmer die Produktionsgesellschaft C.E.R. (Compagnie Eric Rohmer), um das finanzielle Risiko dieses kleinen und sehr billigen Films von Les films du Losange fernzuhalten.
1984 erschien eine Sammlung von Rohmers Filmkritiken unter dem Titel Le gout de la beauté in der Buchreihe der Cahiers du cinéma, eingeleitet von einem längeren Interview.
1987 schrieb Rohmer das Theaterstück Das Trio in Es-Dur (Le trio en mi-bémol), eine Comédie en sept tableaux für zwei Personen. Im Dezember 1987 hatte das Stück, gespielt von Jessica Forde und Pascal Greggory, unter seiner Regie Premiere am Théatre Renaud-Barrault in Paris. Es entstand auch eine Fernsehfassung davon.
Mit Frühlingserzählung (Conte de Printemps) eröffnete Rohmer 1990 seinen dritten Filmzyklus Contes des quatre saisons (Erzählungen der vier Jahreszeiten). Es folgte 1992 Wintermärchen (Conte d’hiver).
1993 entstand außerhalb des Zyklus, wiederum produziert von der C.E.R., Der Baum, der Bürgermeister und die Mediathek oder Die 7 Zufälle (L’arbre, le maire et la médiathèque ou les sept hasards), der billigste Spielfilm seiner Karriere. In diesem fröhlichen Allotria um Kommunalpolitik in der französischen Provinz spielen die bekannten Gesichter Arielle Dombasle, Pascal Greggory und Fabrice Luchini. Der satirische Aspekt ging allerdings in all den Wortkaskaden ein wenig unter.
1995 folgte Rendezvous in Paris (Les Rendez-vous de Paris), ein dreiteiliger Episodenfilm, in dessen Mittelpunkt Paare unterschiedlicher Stadtviertel von Paris stehen.
Auch publizistisch wurde Rohmer wieder aktiv. 1996 erschien der Essay De Mozart en Beethoven. Essai sur la notion de profondeur en musique bei Actes Sud. Rohmer hatte sich schon immer auch für klassische Musik interessiert.
Der Jahreszeiten-Zyklus wurde 1996 mit dem Film Sommer (Conte d’été) fortgesetzt, der in der Bretagne gedreht wurde. 1998 folgte Herbstgeschichte (Conte d’automne).
Mit 81 Jahren realisierte Rohmer 2001 seinen kostspieligsten Film. Die Lady und der Herzog (L’Anglaise et le Duc) entstand durchgehend mit den Mitteln digitaler Videotechnik. Die Handlung basiert auf den Erlebnissen der Engländerin Grace Elliott während der Französischen Revolution. Die gemalten Kulissen für die Außenszenen wurden mit den Aufnahmen der Schauspieler tricktechnisch kombiniert.
2004 erlebte Triple Agent, eine Agentengeschichte aus den 1930er Jahren, seine Premiere auf der Berlinale. Im Frühjahr 2004 zeigte die Cinémathèque française eine komplette Retrospektive seiner Werke. Mit Erscheinen der dritten Box wurde auch die DVD-Edition von Rohmers Filmen komplettiert. Die Cahiers du cinéma widmeten Rohmer im März 2004 ein längeres Dossier. Im Interview verkündete dieser das Ende seiner Karriere: „En fin de compte, je n’ai rien dans mes tiroirs“.
Trotzdem arbeitete Rohmer weiter: 2005 dreht er den Kurzfilm Le canapé rouge mit Marie Rivière. Im Mai und Juni 2006 fanden die Dreharbeiten für sein letztes Projekt Les amours d'Astrée et de Céladon nach einem Roman des 17. Jahrhunderts von Honoré d’Urfé statt. Der Film kam am 5. September 2007 in die französischen Kinos und feierte Premiere auf den 64. Filmfestspielen von Venedig, wo das Drama im offiziellen Wettbewerb vertreten war, jedoch bei den Preisen unberücksichtigt blieb.
Rohmer spürte verstärkt sein inzwischen hohes Alter, insbesondere durch eine schmerzhafte Skoliose, und wollte daher kein eigenes Filmprojekt mehr beginnen. Er blieb allerdings dem Schreiben verhaftet und arbeitete in seinen letzten Lebensjahren an einem Drehbuch sowie einem Essay.

### Privates
Trotz der vielfältigen Aktivitäten rund um Theorie und Praxis des Films und des Theaters fand Rohmer stets die Zeit, sich mit Literatur, Philosophie, Musik, Architektur und Stadtplanung zu befassen. Er sprach Deutsch, spielte Klavier und galt als hervorragender Balzac-Kenner, was ihm in dem Mammutwerk Out One (1970) von Jacques Rivette einen kleinen Auftritt als Balzac-Spezialist einbrachte.
Rohmer war mit der 1929 geborenen Thérèse Barbet verheiratet, die er 1957 heiratete. Sie bekamen zwei Söhne: Denis Schérer (* 1958), der unter dem Pseudonym René Monzat als Journalist tätig ist, und Laurent.
Eric Rohmer starb im Januar 2010 im Alter von 89 Jahren, nachdem er zuvor mehrere Schlaganfälle erlitten hatte. Er ist auf dem Friedhof Montparnasse in Paris beigesetzt.

### Pseudonyme
Zur Wahl seines Pseudonyms erklärte Rohmer: „Es war ein Name, den ich einfach so gewählt habe, aus keinem bestimmten Grund, einfach weil er mir gefiel“. Mit diesem Pseudonym signierte er erstmals 1950 einen Artikel in der Zeitschrift La Gazette du Cinéma. Eine Zeitlang zeichnete er abwechselnd als Scherer oder Rohmer, bevor er ab 1955 nur noch den Namen Rohmer verwendete. Außerdem benutzte er auch die Namen Gilbert Cordier und Dirk Peters.
Das Pseudonym Sébastien Erms benutzte Rohmer zusammen mit der Filmeditorin Mary Stephen für die Musik zu Wintermärchen, Sommer, Rendezvous in Paris und Der Baum, der Bürgermeister und die Mediathek. Der Nachname ist aus den Initialen der beiden zusammengesetzt, der Vorname wurde als Hommage an Johann Sebastian Bach gewählt.

## Filmografie (Auswahl)
(nur die langen Spielfilme sind aufgeführt, Kurzfilme sind nur als Teile von Zyklen erwähnt)

### „Moralische Erzählungen“
(Six Contes Moraux)
- 1962: Die Bäckerin von Monceau (La boulangère de Monceau), Kurzfilm
- 1963: Die Karriere von Suzanne (La carrière de Suzanne)
- 1967: Die Sammlerin (La collectionneuse)
- 1969: Meine Nacht bei Maud (Ma nuit chez Maud) - als vierter Film entstanden, aber nach Rohmers Zählung der dritte Teil des Zyklus
- 1970: Claires Knie (Le genou de Claire)
- 1972: Die Liebe am Nachmittag (L’amour l’après-midi)

### „Komödien und Sprichwörter“
(Comédies et proverbes)
- 1981: Die Frau des Fliegers oder Man kann nicht an nichts denken (La femme de l’aviateur)
- 1982: Die schöne Hochzeit (Le beau mariage)
- 1982: Pauline am Strand (Pauline à la plage)
- 1984: Vollmondnächte (Les nuits de la pleine lune)
- 1986: Das grüne Leuchten (Le rayon vert)
- 1987: Der Freund meiner Freundin (L’ami de mon amie)

### „Erzählungen der vier Jahreszeiten“
(Contes des quatre saisons)
- 1989: Frühlingserzählung (Conte de printemps)
- 1992: Wintermärchen (Conte d’hiver)
- 1996: Sommer (Conte d’été)
- 1998: Herbstgeschichte (Conte d’automne)

### Filme außerhalb von Zyklen
- 1956: Die Kreutzersonate (La Sonate à Kreutzer)
- 1959: Im Zeichen des Löwen (Le signe du Lion)
- 1965: Place de l’Étoile - Episode aus: Paris gesehen von… (Paris vu par…)
- 1976: Die Marquise von O. (La Marquise d’O)
- 1978: Perceval le gallois
- 1987: Vier Abenteuer von Reinette und Mirabelle (Quatre aventures de Reinette et Mirabelle)
- 1993: Der Baum, der Bürgermeister und die Mediathek oder Die 7 Zufälle (L’arbre, le maire et la médiathèque ou les sept hasards)
- 1995: Rendezvous in Paris (Les rendez-vous de Paris)
- 2001: Die Lady und der Herzog (L’anglaise et le duc)
- 2004: Triple Agent
- 2007: Astrée und Céladon (Les amours d’Astrée et de Céladon)

## Werke in Schriftform

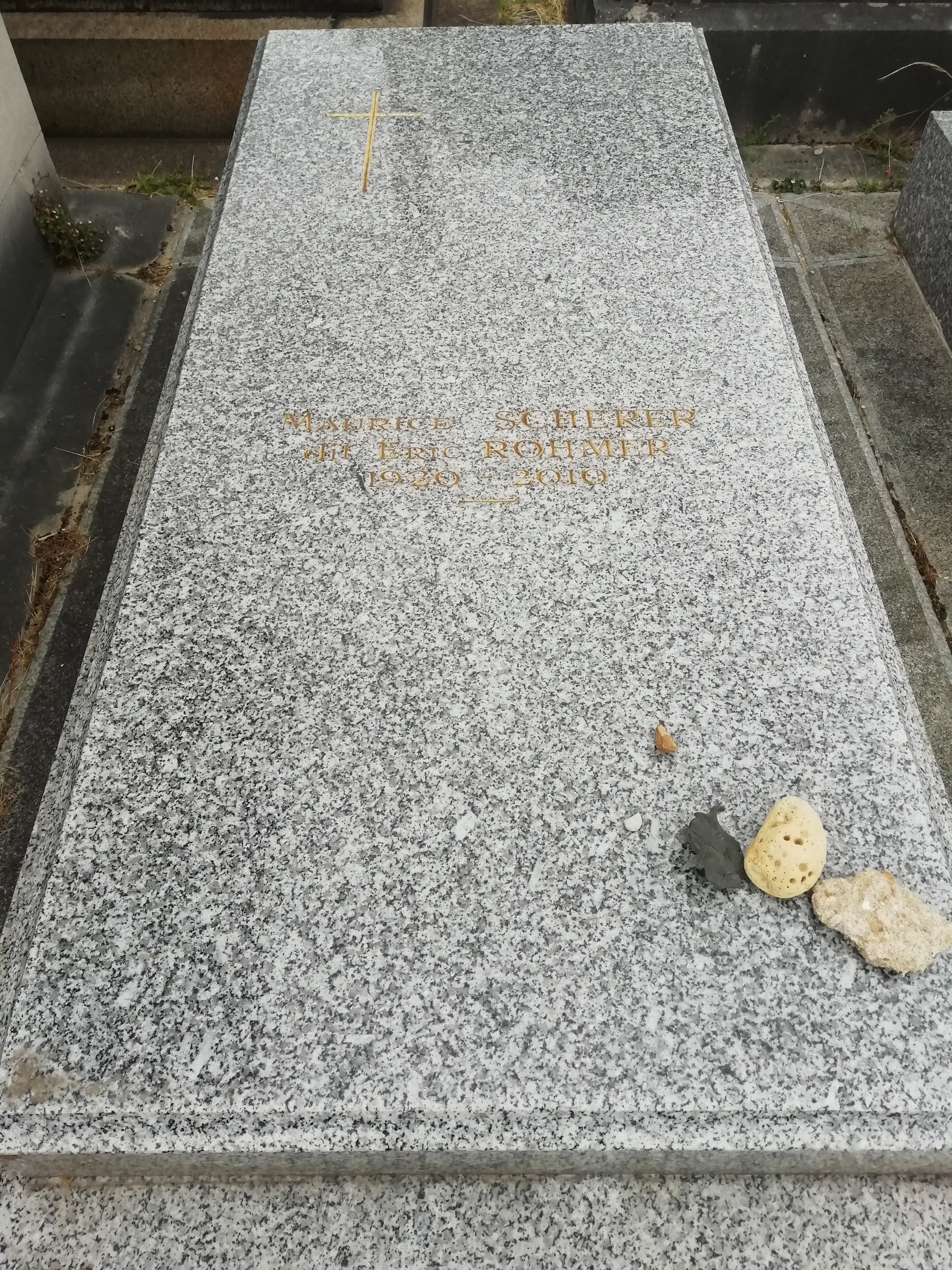
Rohmers Grab im Friedhof Montparnasse.

- Marmor und Zelluloid. Übersetzung Marcus Seibert, Alexander Verlag, Berlin 2017, ISBN 978-3-89581-457-0.[13]
- als Gilbert Cordier: Elisabeth. Gallimard, Paris 1946. Deutsch hrsg. und übers. von Marcus Seibert, Rogner und Bernhard, Hamburg 2003, TB Diana-Verlag, 2005, ISBN 3-8077-0143-5.
- Eric Rohmer: Das Trio in Es-Dur. Deutsch von Ruth Henry. In: Spectaculum 49. Suhrkamp Verlag, Frankfurt am Main 1989, ISBN 3-518-09811-X, S. 239–258.
- Eric Rohmer: Der Geschmack des Schönen. Übersetzt von Marcus Seibert, Verlag der Autoren, Frankfurt am Main 2000, ISBN 3-88661-220-1.